# Abrus
Abrus es un género de plantas fanerógamas de la familia Fabaceae. Contiene  19 especies y es el único género de la tribu Abreae. La especie más conocida es Abrus precatorius, la cual es famosa por su toxicidad.

## Descripción
Son trepadoras volubles, delgadas; tallos con tricomas aplicados, blancos. Hojas paripinnadas, 5–6 cm de largo; folíolos 10–26, opuestos, ovados a oblongos, 10–15 mm de largo y 5–7 mm de ancho, ápice redondeado o truncado, mucronulado, base obtusa o redondeada, membranáceos, estipelas diminutas; pecíolos 8–10 mm de largo, estípulas subuladas, 1–2 mm de largo. Inflorescencias pseudo racimos hasta con 15 flores blancas a rosadas, pedúnculos 5–8 cm de largo, tan gruesos como los tallos y con 4 pares de brácteas diminutas a lo largo del eje, pedicelos 1–2 mm de largo, hinchados apicalmente, glabros; cáliz 5-dentado, campanulado, ca 2 mm de largo, puberulento, los dientes redondeados; pétalos blancos o rosados, estandarte ovado, 8–9 mm de largo, cortamente unguiculado con una muesca apical, alas y quilla 6–8 mm de largo; estambres 9, monadelfos, inclusos, filamentos adnados al estandarte, el estambre vexilar ausente, anteras uniformes; ovario subsésil, óvulos numerosos, estilo incurvado, glabrescente, estigma capitado, terminal. Frutos oblongos, 2.5–3.5 cm de largo y 1.2–1.5 cm de ancho, comprimidos, pero abultados sobre las semillas, unidos oblicuamente en la base, dehiscentes a lo largo de una sutura, ápice con rostro volteado hacia arriba, ca 5 mm de largo, base obtusa o redondeada, valvas algo flexibles y tornándose leñosas, muriculadas, pubescentes; semillas 5–6, subglobosas o ligeramente comprimidas, 5–6 mm de largo, rojo brillante con negro cerca del hilo, hilo ca 1 mm de largo, ligeramente deprimido.

## Distribución y hábitat
Común, se encuentra en áreas abiertas y generalmente alteradas, zona atlántica; 0–40 m; fl y fr todo el año; especies pantropicales. Se presume que fue tempranamente introducida en América tropical donde actualmente se encuentra ampliamente distribuida.

## Taxonomía
El género fue descrito por Michel Adanson y publicado en Familles des Plantes 2: 327, 511. 1763.

## Especies aceptadas
A continuación se brinda un listado de las especies del género Abrus aceptadas hasta julio de 2011, ordenadas alfabéticamente. Para cada una se indica el nombre binomial seguido del autor, abreviado según las convenciones y usos.
- Abrus aureus. Madagascar.
- Abrus baladensis. Somalia.
- Abrus bottae. Arabia Saudí y Yemen.
- Abrus canescens. África.
- Abrus diversifoliatus. Madagascar.
- Abrus fruticulosus. India.
- Abrus gawenensis. Somalia.
- Abrus laevigatus. Sudáfrica.
- Abrus longibracteatus. Laos y Vietnam.
- Abrus madagascariensis. Madagascar.
- Abrus parvifolius. Madagascar.
- Abrus precatorius. Pantrópicos.
- Abrus pulchellus. África.
- Abrus sambiranensis. Madagascar.
- Abrus schimperi. África.
- Abrus somalensis. Somalia.
- Abrus wittei. Zaire.

## Galería de imágenes

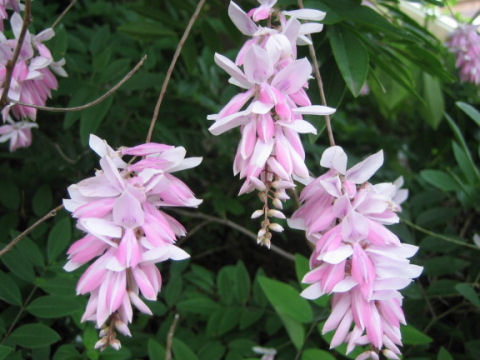
Flores del Abrus precatorius.
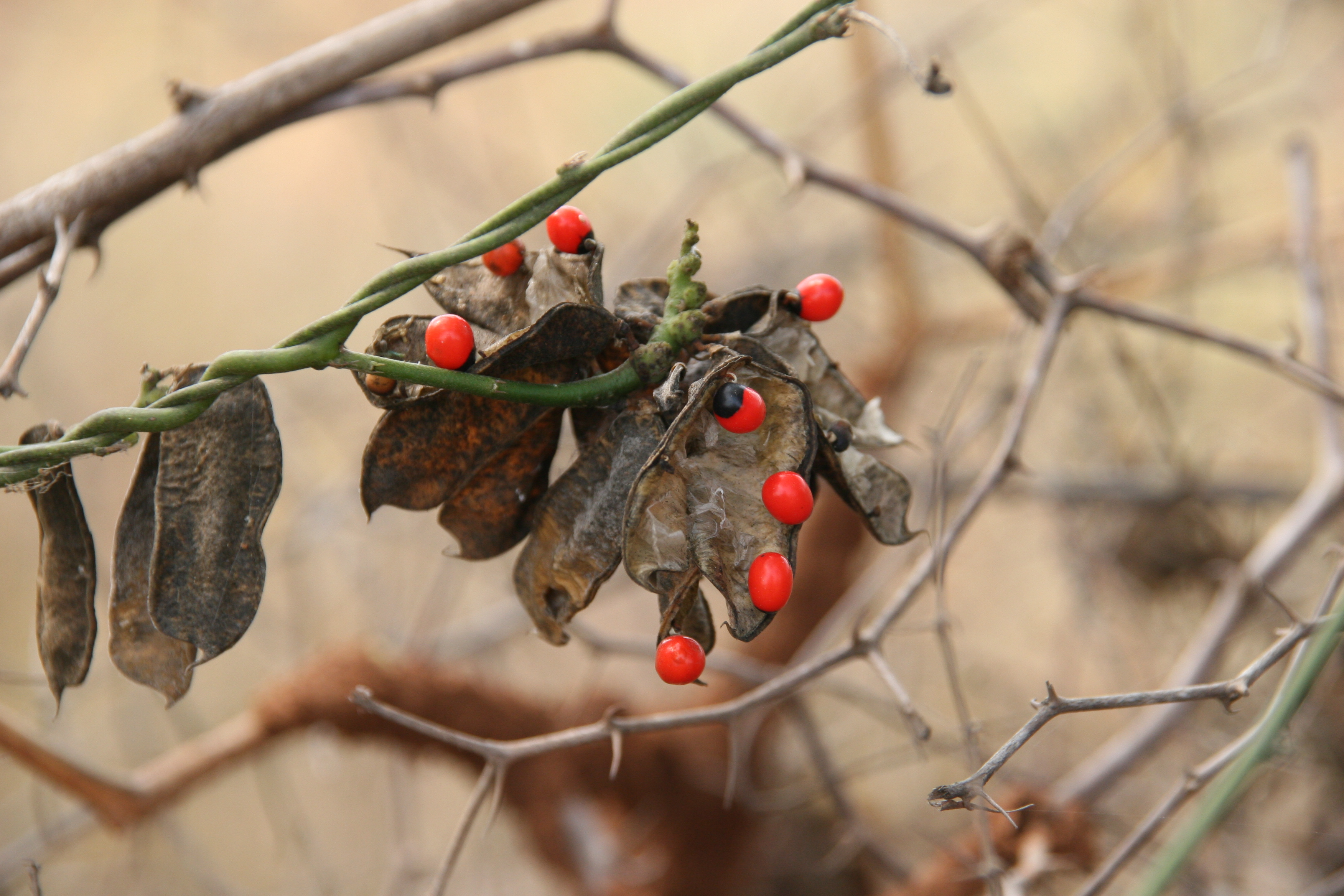
Vaina abierta con los frutos de Abrus precatorius.
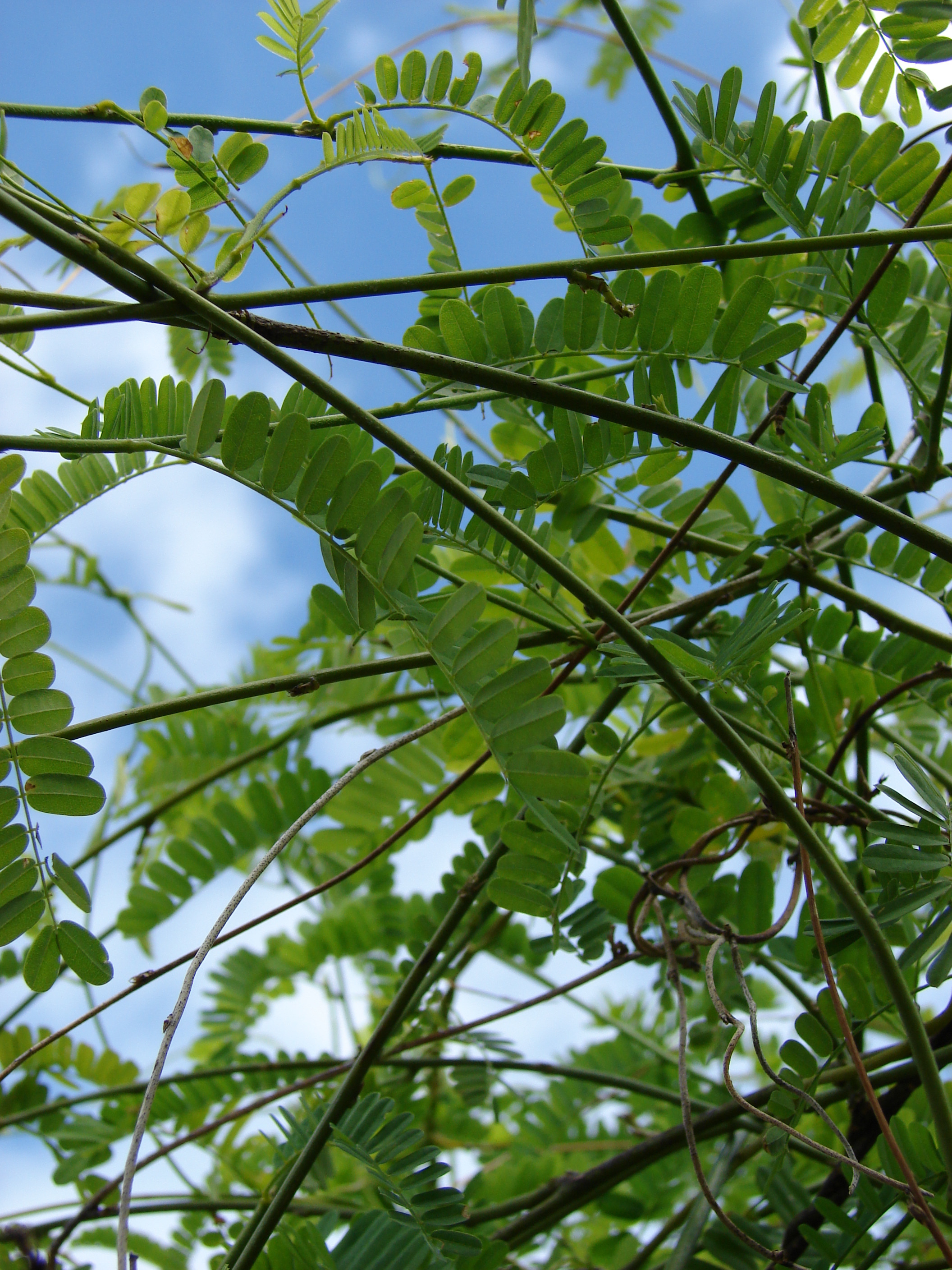
Follaje del Abrus precatorius.